# 시모미조역
시모미조역(일본어: 下溝駅)은 일본 가나가와현 사가미하라시 미나미구에 위치한 동일본 여객철도 사가미 선의 철도역이다. 단선 승강장 1면 1선의 구조를 갖춘 지상역이다.

## 이용 현황
| 승차 인원 추이 | 승차 인원 추이 |
| 연도           | 1일 평균       |
| -------------- | -------------- |
| 1975           | 418            |
| 1980           | 428            |
| 1985           | 541            |
| 1989           | 592            |
| 1993           | 786            |
| 1995           | 805            |
| 1998           | 809            |
| 2000           | 826            |
| 2001           | 830            |
| 2002           | 810            |
| 2003           | 847            |
| 2004           | 871            |
| 2005           | 891            |
| 2006           | 937            |
| 2007           | 998            |
| 2008           | 1,001          |
| 2009           | 997            |
| 2010           | 984            |
| 2011           | 1,008          |
| 2012           | 1,064          |
| 2013           | 1,126          |
| 2014           | 1,133          |

## 역 주변
- 가나가와 현도 46호 사가미하라치가사키 선

## 역사
- 1931년 4월 29일 : 아쓰기 - 하시모토 간 개통시에, 사가미 철도의 역으로서 개업.
- 1944년 6월 1일 : 국유화, 국철 사가미 선의 역이 됨.
- 1987년 4월 1일 : 일본국유철도 분할 민영화에 의해, 동일본 여객철도가 승계.
- 2001년 11월 18일 : IC 카드 Suica 사용 개시.
- 2014년 12월 26일 : 출납 창구 영업 종료.
- 2016년
  - 3월 13일 : 하시모토 역 원격 관리로 무인화 실시.
  - 8월 5일 : 역사 리뉴얼 공사 완료로, 신 역사 사용개시.

## 인접 역
| 동일본 여객철도 ■ 사가미 선 | 동일본 여객철도 ■ 사가미 선 | 동일본 여객철도 ■ 사가미 선 |
| --------------------------- | --------------------------- | --------------------------- |
| 소부다이시타 지가사키 방면  | ■ 사가미 선                 | 하라타이마 하시모토 방면    |